# Francisco Glaría
Francisco Glaría Jordán, más conocido como Paco Glaría, (Villafranca, 5 de marzo de 1932-18 de diciembre de 2017) fue un futbolista español que jugó de centrocampista. Destacó como futbolista en su paso por el Club Atlético Osasuna. Es hermano de los también exfutbolistas José Glaría, Jaime Javier Glaría y Jesús Glaría.

## Carrera deportiva
Nacido en Villafranca, en Navarra, en 1932 su primer equipo como profesional fue el Club Deportivo Logroñés, siendo su primera temporada en el primer equipo, que jugaba en Segunda División, la 1953-54, en la que no disputó ningún partido. En la temporada 1954-55, en cambio, jugó 27 partidos, en los que marcó un gol. Su buena temporada supuso la vuelta a Navarra, para fichar por el Club Atlético Osasuna.
Con el Osasuna disputó 27 partidos en su primera temporada logrando el título de campeón de Segunda División con su equipo, y por tanto el ascenso a Primera División.
En su primera temporada en Primera jugó 29 partidos y marcó dos goles, disputando así la que sería su mejor temporada de su carrera deportiva. En la temporada 1957-58 disputó los mismos partidos, pero en esta ocasión sin marcar ningún gol, y en la siguiente temporada su participación bajó a los 23 partidos. En su última temporada en Osasuna disputó únicamente 12 partidos, y vivió el descenso de su club a Segunda División.
Tras el descenso de Osasuna decidió fichar por el Real Club Deportivo Mallorca que jugaba en Primera División. En el Mallorca jugó 15 partidos y marcó un gol. A final de temporada dejó el Mallorca para fichar por el Atlético Ceuta de la Segunda División. Su poca participación en este club hizo que Glaría se retirara del fútbol.

## Clubes
- Club Deportivo Logroñés (1953-1955)
- Club Atlético Osasuna (1955-1960)
- Real Club Deportivo Mallorca (1960-1961)
- Atlético Ceuta (1961-1962)